# Franciszek Cieplik

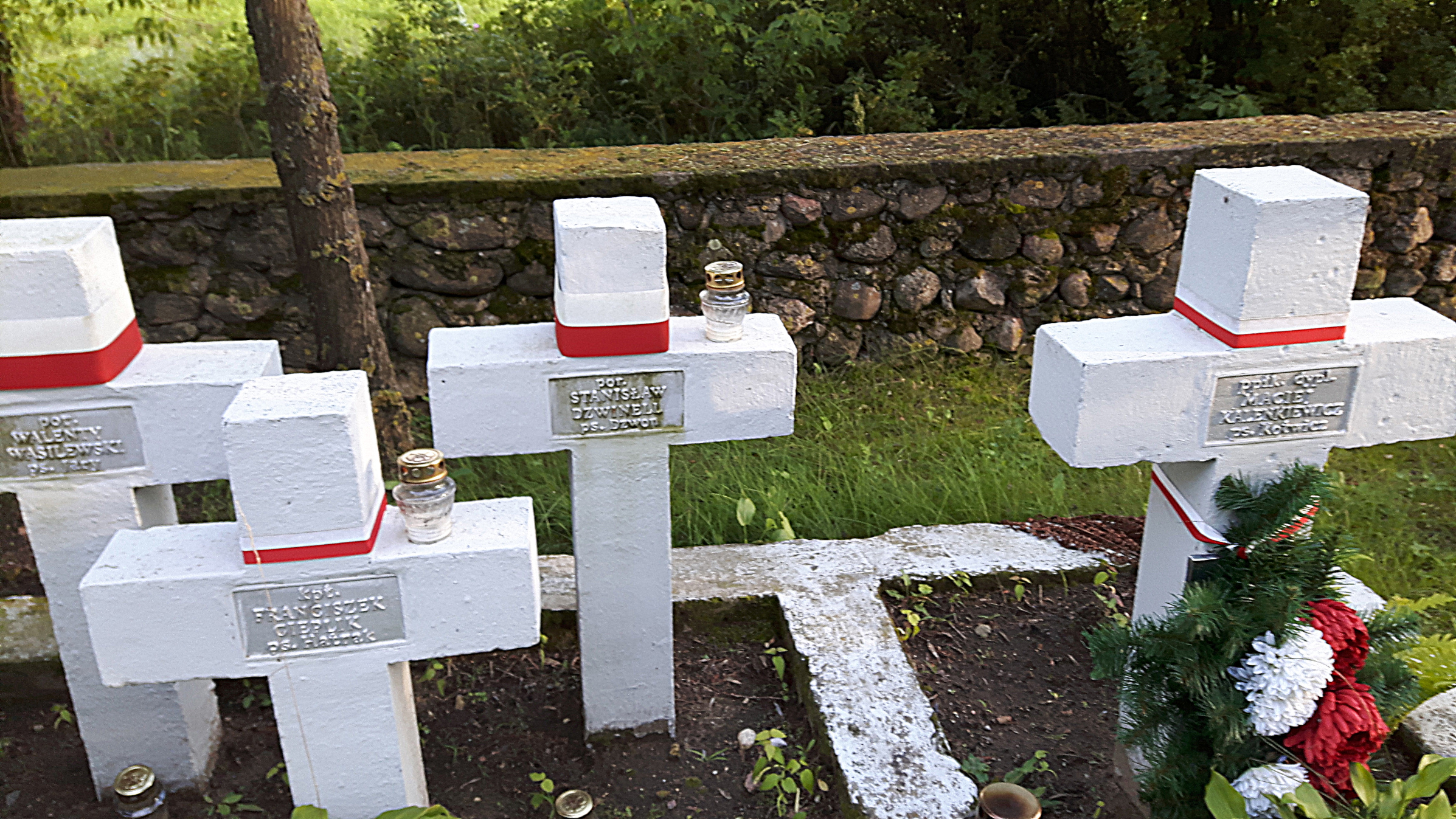
Grób kpt. Franciszka Cieplika w Surkontach

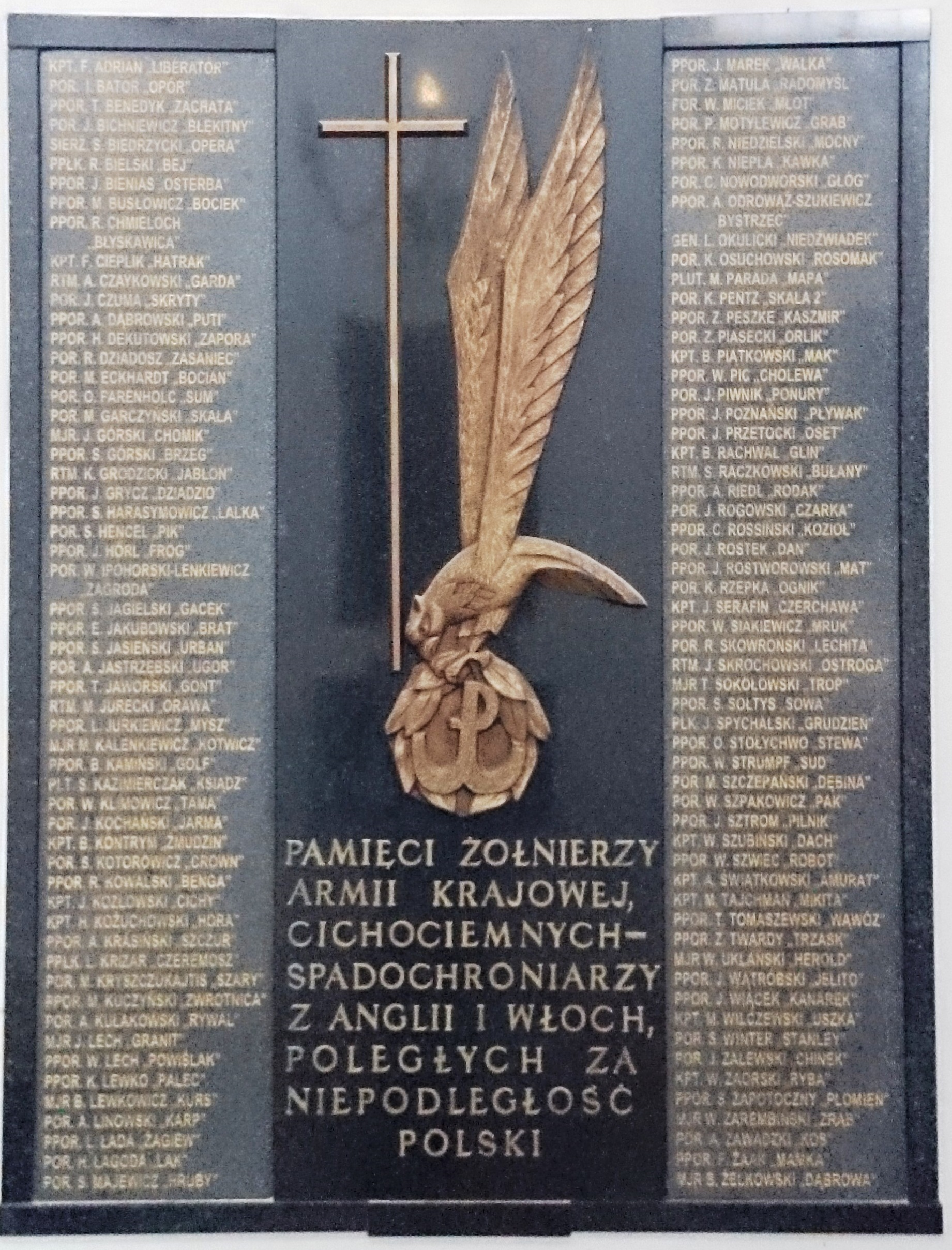
Tablica w kościele św. Jacka w Warszawie, upamiętniająca poległych cichociemnych, w tym Franciszka Cieplika

Franciszek Cieplik ps. Hatrak (ur. 8 lutego 1908 w Sarajewie, zm. 21 sierpnia 1944 pod Surkontami) – kapitan piechoty Wojska Polskiego, cichociemny, przodownik Policji Państwowej, kawaler Orderu Virtuti Militari.

## Życiorys
Urodził się 8 lutego 1908 w Sarajewie, w rodzinie Wojciecha, urzędnika sądowego, i Marii z domu Purgarić.
Na stopień podporucznika został mianowany ze starszeństwem z 1 stycznia 1933 w korpusie oficerów rezerwy piechoty. Posiadał przydział w rezerwie do 19 Pułku Piechoty we Lwowie.
W 1938, w stopniu starszego posterunkowego, pełnił służbę w 10 Kompanii Rezerwy Policyjnej w Jarosławiu na stanowisku pełniącego obowiązki dowódcy plutonu. Od 4 do 29 października 1938 odbył ćwiczenia oficerów rezerwy w macierzystym pułku.
We wrześniu 1939 roku walczył w 19 pp. W czasie bitwy o Gostynin 15 września był ranny, 14 października uciekł ze szpitala i przez Węgry dostał się do Francji, gdzie zaciągnął się do 1 Dywizji Grenadierów (walczył w 1 pułku Grenadierów Warszawy). Dostał się do niewoli, skąd uciekł przez Hiszpanię do Portugalii. Został tam aresztowany i odesłany do Hiszpanii, gdzie spędził 2 lata w obozie koncentracyjnym w Miranda de Ebro (4 września 1941 roku nieudana próba ucieczki). Po wyzwoleniu obozu, od stycznia 1943 roku dotarł do Wielkiej Brytanii przydzielony do 1 Brygady Strzelców.
Zgłosił się do służby w Kraju. Po przeszkoleniu ze specjalnością w dywersji został zaprzysiężony na rotę AK 29 września 1943 roku. Przydzielony do Oddziału VI (Specjalnego) Sztabu Naczelnego Wodza, przeniesiony do Głównej Bazy Przerzutowej w Brindisi we Włoszech. 1 marca 1944 awansowany do stopnia kapitana piechoty . 
Został zrzucony do okupowanej Polski w nocy z 30 kwietnia na 1 maja 1944 roku, w operacji lotniczej „Weller 16", na placówkę odbiorczą „Klosz”, 23 km od Grójca. Przydzielony do służby w Okręgu Nowogródek AK jako zastępca dowódcy 3 kompanii IV baonu 77 pułku piechoty AK Zgrupowania „Nadniemieńskiego”. W czasie operacji wileńskiej walczył w oddziale partyzanckim „Bustromiaka”.
Zakłuty bagnetami przez Sowietów po bitwie z Armią Czerwoną pod Surkontami.
W 1928 roku ożenił się z Katarzyną Sygnowską (1907–1988), z którą miał dwoje dzieci: Marię Teresę (ur. 1930) i Józefa (1935–1975).

## Ordery i odznaczenia
- Krzyż Srebrny Orderu Virtuti Militari nr 8911
- Krzyż Walecznych – dwukrotnie
- Krzyż Wojenny (Francja).

## Upamiętnienie
- W lewej nawie kościoła św. Jacka przy ul. Freta w Warszawie odsłonięto w 1980 roku tablicę Pamięci żołnierzy Armii Krajowej, cichociemnych – spadochroniarzy z Anglii i Włoch, poległych za niepodległość Polski. Wśród wymienionych 110 poległych cichociemnych jest Franciszek Cieplik.
- W 1986 roku Kresowa Oficyna Podziemna Poczta Polowa Solidarności wydała serię/bloczek 5 znaczków cichociemnych, którzy zginęli z rąk radzieckich. Tytuł serii to Spadochroniarzom Armii Krajowej poległym w walce z Sowietami. Na jednym z pięciu znaczków jest Franciszek Cieplik[7].